# Vireo bairdi
El vireo de Cozumel (Vireo bairdi), es una especie de ave paseriforme de la familia Vireonidae perteneciente al numeroso género Vireo. Es endémico de México.

## Distribución y hábitat
Se encuentra únicamente en la isla Cozumel, frente a la costa noreste de la península de Yucatán, Quintana Roo, sureste de México.
Su hábitat preferencial son bosques tropicales y subtropicales secos.